# 南良舍造像碑
南良舍造像碑，位于中国河北省邢台市南良舍，为邢台市邢台县的一个省级文物保护单位，类型为石刻，公布时间为1982年7月23日。
南良舍造像碑的历史年代为北魏。